# Tierps Nyheter
Tierps Nyheter var en dagstidning med utgivningsperioden från den 18 november 1930 till 29 december 1933. Fullständiga titel var Tierps Nyheter / Nyhets- och Annonsorgan för norra Uppland till december 1933. 

## Redaktion
Redaktionsort för tidningen var först i  Enköping. Redaktionsort ändrades till Tierp i början av 1932. Politisk tendens var under 1930 neutral och sedan från 1931 socialdemokratisk. Organisationsanknytning var Sveriges Socialdemokratiska Arbetarparti.  Tidningens ansvarige utgivaren hette Johan Helge Hollstedt till den 19 januari 1933. Han var verkstadsarbetare. Redaktör var A. E. Elmroth till 7 juni 1931 då han blev lokalredaktör i Tierp till och med 31 december 1931. Harry Lundmark ersatte honom som tillförordnad redaktör i Enköping. Klas Gösta Netzen tog över som ansvarig utgivare den 20 januari 1933 till tidningen upphörande. Han var också redaktör från den 5 januari 1932 till den 29 december 1933. Tidningen, som var edition till Enköpings Nyheter gavs ut tre dagar i veckan tisdag, torsdag och lördag på morgonen till slutet av 1931. Utgivningsfrekvens minskade till två dagar, tisdag och fredag, från den 5 januari 1932 till den 29 december 1933.

## Tryckning
Förlaget hette från 18 november 1930 till 31 december 1931 Tryckeriföreningen Runan i Enköping. Förlaget hette sedan  Tidningsföreningen Tierps Nyheter u.p.a. i Tierp  under 1932 och 1933.  Tryckeri var först  likaledes Tryckeriföreningen Runan i Enköping men från 5 januari 1932 hette tryckeriet Hugo Löjdquists tryckeri i Tierp.  Tidningen trycktes enbart i svart med antikva som typsnitt. Satsytan var cirka 46 x 30 cm till 26 september 1930 sedan  var den 52x37 cm till slutet av 1931. 1932 till 1933 var formatet  51-53 x 32-33 cm. Tidningen hade först 8 sidor men minskade till 4-6 sedan. Priset för en prenumeration var hela tiden 5 kronor. Upplagan var 1932 600 exemplar medan den var 2000 för modertidningen Enköpings Nyheter och Tierps Nyheter tillsammans.
Nya Lundbergs registrering av Tierps Nyheter(1930) som en tidning skild från Tierps Nyheter (1932) beror på ett misstag. De är samma tidning. De har av olika anledningar dock behandlats som olika tidningar. För fullständig beskrivning se Tierps Nyheter(1930) och Tierps Nyheter (1932).